# Станция Флагстафф военно-морской обсерватории США
Станция Флагстафф военно-морской обсерватории США (NOFS) — астрономическая обсерватория, основанная в 1955 году в Коконино, около Флагстафф, Аризона, США. Принадлежит Военно-морской обсерватории США.

## История обсерватории
Обсерватория ВМС США переехала в 1955 году из Вашингтона (округ Колумбия) во Флагстафф. Работает как ВМС Эшелон V. Находится в подчинении Обсерватория ВМС Соединенных Штатов (USNO, IV команда Эшелона). В момент основании станции Флагстафф на ней работало 35 ученых (астрономов и астрофизиков), оптических и механических инженеров и вспомогательный персонал. NOFS также работает с прототипом оптического интерферометра обсерватории ВМС в Андерсон Меса (в 15 милях к ю-в от Флагстаффа) совместно с Лоувелской обсерваторией и Исследовательской лабораторией ВМС. В ноябре 2010 года в состав оптического интерферометра вошли дополнительные четыре 1,8-метровых телескопа.

## Руководители обсерватории
- 1955—1963 (?) — Артур Хог
- 1963—1977 — Кай Стрэнд

## Инструменты обсерватории
- Kaj Strand Telescope — 1,55-м рефлектор (f/9.8, 1964 год)
- DFM/Kodak/Corning — 1,3-м рефлектор Ричи-Кретьен (f/4, 1999 год[1])
- Безымянный телескоп — 1-м телескоп Ричи-Кретьен (f/7.3, создан в 1934 году, перевезен в обсерваторию в 1955 году)
- Флагстаффский астрометрический сканирующий транзитный телескоп — 20-см кадриоптический (ахромат) телескоп (FAStT) — высокоточная астрометрия (1981 год, f/10.4)
- Обсерватории ВМС прототип оптического интерферометра (расположен в Anderson Mesa): дополнен в 2010 году четырьмя 1.8-м телескопами. Работает с 1992 года, наибольшее расстояние между компонентами 430 метров — en:Navy Prototype Optical Interferometer

## Отделы обсерватории
- оптический
- инфракрасный
- техники и операций на местах
- электронных каталогов
- NPOI

## Направления исследований
- Астрометрия: высокоточная астрометрия объектов Солнечной системы, звезд и квазаров для создания системы координат и построения орбиты. Измерения параллаксов. Определение собственных видимых скоростей перемещения звезд. Калибровка обзоров.
- Астрофизика
- Фотометрия
- ИК-астрономия
- Оптический интерферометр

## Основные достижения
- Переоткрытие кометы 17P/Холмса 16 июля 1964 года
- Открытие Харона (спутника Плутона) в 1978 году на снимках Kaj Strand телескопа (1.55-м рефлектор)
- Каталоги: USNO-A1.0, USNO-B, NOMAD, UCAC
- Астрометрическая поддержка полета и посадки зонда Гюйгенс на спутник Сатурна Титан была проведена на 20-см кадриоптическом телескопе FAStT.
- Sloan Digital Sky Survey — астрометрическая калибровка на 0.2-м телескопе
- Каталог Шарплесса — на станции Флагстафф проходила работа с пластинками с Паломарской обсерватории
- Около 1000 астрометрических наблюдений околоземных астероидов

## Известные сотрудники
- Стюарт Шарплесс
- Элизабет Рёмер